# Caspar Starcke

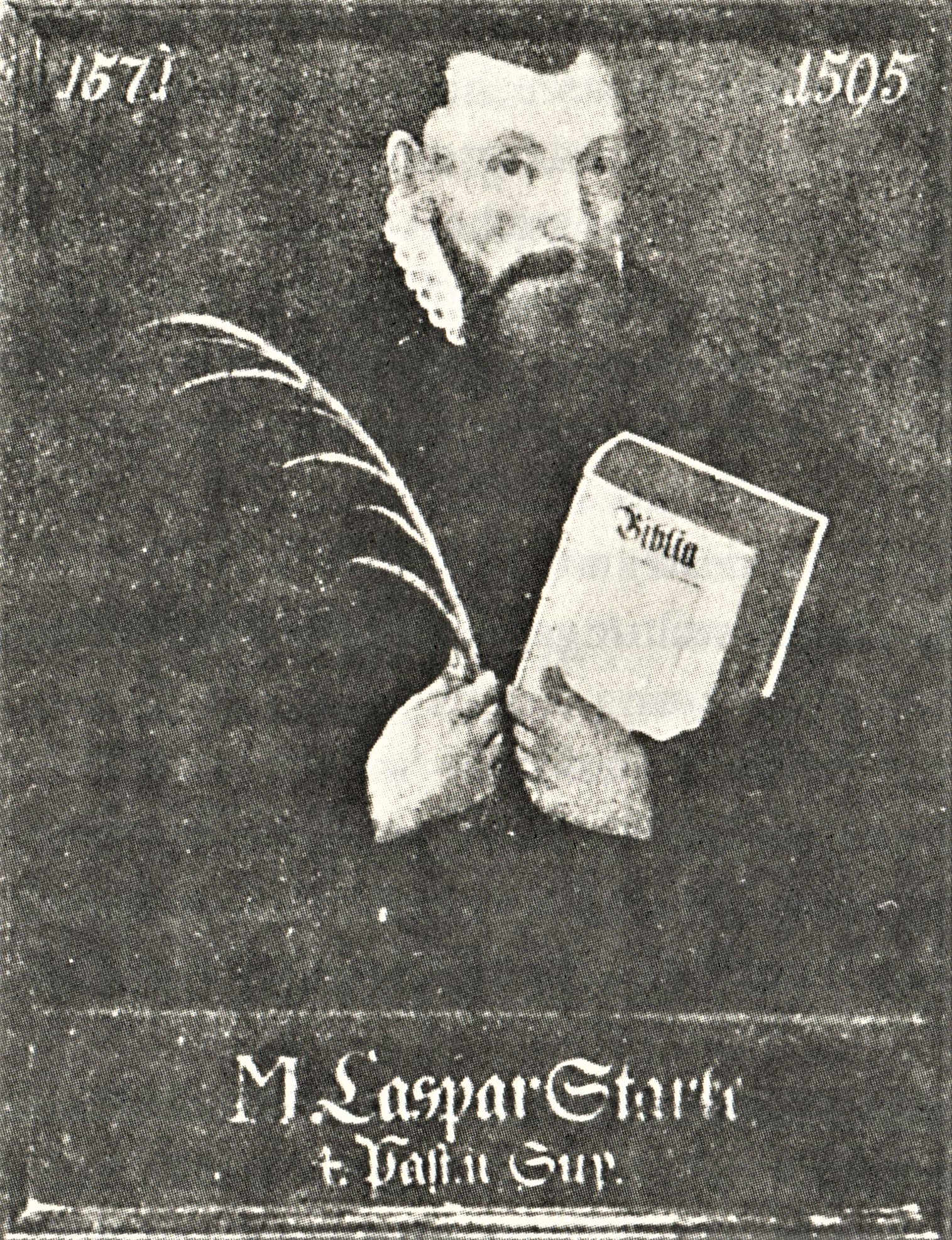
Caspar Starcke

Caspar Starcke, alternativ Caspar Starke, (* in Leipzig; † 9. Oktober 1595 in Eilenburg) war ein deutscher evangelisch-lutherischer Theologe und Superintendent in Eilenburg. Als Anhänger der lutherischen Orthodoxie war er ein entschiedener Gegner des unter Kurfürst Christian eingeführten Calvinismus. Außerdem ist er der Großvater des Lieddichters Paul Gerhardt.

## Leben
Über das frühe Leben von Starcke gibt es kaum Erkenntnisse. Sowohl das Geburtsjahr als auch der Studienort sind unbekannt. Nach Erlangung des Magistergrades war er von 1568 bis 1571 Pfarrer an der Gethsemanekirche in Lößnig bei Leipzig. Zu Beginn des Jahres 1571 folgte er einer Berufung als Oberpfarrer an Sankt Nikolai und Superintendent der Ephorie Eilenburg, wo er Nachfolger des verstorbenen Gallus Döbler wurde. In seiner Funktion unterzeichnete er 1576 die Formula concordiae.
Durch die Annäherung Kursachsens unter Christian I. an die Ideen des Calvinismus kam es zu einer kurzzeitigen Spaltung der lutherischen Kirche. Starcke gehörte dabei zu einer Gruppe von Geistlichen um Nikolaus Selnecker, Theodosius Fabricius, Martin Mirus und weiteren, die an der lutherischen Taufpraxis festhielten und die Abschaffung des Exorzismus ablehnten. Da sie sich der kurfürstlichen Anordnung, die im Wesentlichen auf Nikolaus Krell zurückzuführen war, widersetzten, wurden die betreffenden Theologen ihrer Ämter enthoben. Seiner Entlassung folgend verließ Starcke am 24. August 1591 Eilenburg. Auf dem Weg ins Exil hielt er an den Weinbergen bei Wedelwitz vor seinen ihn zahlreich begleitenden Anhängern eine Abschiedspredigt („Valet-Predigt“). Nach dem Tod Christians I. verlor Krell seinen Rückhalt und die lutherische Orthodoxie konnte sich wieder durchsetzen. Knapp drei Monate nach seiner Entlassung wurde Starcke am 14. November auf Bitten der Bürgerschaft vom Kurverweser Friedrich Wilhelm I. wieder in sein Amt eingesetzt.
1581 heiratete Starcke in der Nikolaikirche die Tochter seines Amtsvorgängers, Anna Döbler. Dieser Ehe entstammten unter anderem Caspar Starcke († 1620), später Pfarrer in Battaune und offenbar unrühmlich aufgefallen sowie Dorothea Starcke (1582–1621), die 1605 nach Gräfenhainichen heiratete und Mutter des Lieddichters Paul Gerhardt war. Starcke starb 1595 im Amt. Für die Nikolaikirche als langjährige Wirkungsstätte wurde ein Bildnis des Verstorbenen angefertigt.